# Wageningse snoeimoord
De Wageningse snoeimoord was een moord op 7 juni 2017 aan de Gruttoweide in de Nederlandse plaats Wageningen. In de middag sloeg Alard B. zijn 54-jarige collega Paul Melser tijdens snoeiwerken meerdere malen met een schep op het hoofd. De klappen waren dusdanig dat de man daaraan overleed. De toen 21-jarige Alard B. belde zelf de politie en werd later op de middag gearresteerd. Hij verklaarde al weken stemmen in zijn hoofd te horen die hem opdroegen een moord te plegen, anders zou zijn familie worden vermoord. Uiteindelijk gaf hij eraan toe. Het slachtoffer was willekeurig gekozen en had iedereen kunnen zijn, Alard B. verklaarde een goede band te hebben met zijn collega.

## Rechtszaak
Op 7 februari 2018 veroordeelde de Rechtbank Gelderland Alard B. tot tbs met dwangverpleging. De rechtbank oordeelde dat de dader volledig ontoerekeningsvatbaar is, mede door schizofrenie en een zware vorm van autisme. De officier van justitie en de advocaat pleitten beiden voor tbs met behandeling. De advocaat gaf aan dit niet vaak te doen, maar dat zijn cliënt duidelijk behandeling nodig had. In 2020 werd de tbs met twee jaar verlengd op advies van het openbaar ministerie en behandelaars.

## Onderzoek Crisislab
Omdat Alard B. al jaren bekend was bij de geestelijke gezondheidszorg deed Crisislab onderzoek naar de moord en kwam tot de conclusie dat de moord niet te voorkomen was. Uit het onderzoek door Crisislab blijkt dat er geen signalen waren en dat de gebeurtenis op 7 juni 2017 voor medewerkers en begeleiders volledig onverwachts kwam.